# 館林郵便局
館林郵便局（たてばやしゆうびんきょく）は群馬県館林市にある郵便局。民営化前の分類では集配普通郵便局であった。

## 概要
当郵便局は、館林市の中心市街地に位置しており、交通の便がそれなりに良い場所である。しかし、表口駐車場の出入りが大変難しく、事故が起きそうなのも事実である。
住所：〒374-8799 群馬県館林市本町1-5-1

## 沿革
- 1872年8月4日（明治5年7月1日） - 館林郵便取扱所として開設。同年。館林郵便役所となる[1]。
- 1875年（明治8年）1月1日 - 館林郵便局（四等）となる。
- 1879年（明治12年）8月1日 - 為替取扱を開始。
- 1880年（明治13年）2月15日 - 貯金取扱を開始。
- 1888年（明治21年）11月16日 - 館林郵便電信局となる。
- 1903年（明治36年）4月1日 - 通信官署官制の施行に伴い館林郵便局となる。
- 1952年（昭和27年）11月1日 - 渡瀬簡易郵便局の廃止に伴い、取り扱い事務を承継[2]。
- 1954年（昭和29年）4月1日 - 郷谷簡易郵便局の廃止に伴い、取り扱い事務を承継。
- 1956年（昭和31年）11月1日 - 電話通話および和文電報受付事務の取扱を開始。
- 1958年（昭和33年）9月 - 局舎新築落成。
- 1966年（昭和41年）10月1日 - 東武伊勢崎線を経由する鉄道郵便輸送（東京伊勢崎線）が廃止[3]。専用自動車に転換。
- 1998年（平成10年）9月1日 - 外国通貨の両替および旅行小切手の売買に関する業務取扱を開始。
- 2006年（平成18年）10月23日 - 川俣郵便局から「370-07xx」区域の集配業務を移管[4]。
- 2007年（平成19年）10月1日 - 民営化に伴い、併設された郵便事業館林支店に一部業務を移管。
- 2012年（平成24年）10月1日 - 日本郵便株式会社発足に伴い、郵便事業館林支店を館林郵便局に統合。
- 2017年（平成29年）10月23日 - 板倉郵便局から「374-01xx」区域の集配業務を移管。

## 取扱内容
- 郵便、印紙、ゆうパック、内容証明
- 貯金、為替、振替、振込、国際送金、国債、投資信託
- 生命保険、バイク自賠責保険、自動車保険、がん保険、引受条件緩和型医療保険
- ゆうちょ銀行ATM
- 「374-00xx」区域（館林市の全域）、「370-07xx」区域（邑楽郡明和町の全域、千代田町の一部地域）、「374-01xx」区域（邑楽郡板倉町の全域）の集配業務
- ゆうゆう窓口

## 周辺
- 館林市役所
- 館林市文化会館
- 館林税務署
- 館林簡易裁判所
- 向井千秋記念子ども科学館

## アクセス
- 東武伊勢崎線・佐野線・小泉線 館林駅（西口）から徒歩約12分
- 館林観光バス、つゝじ観光バス 館林郵便局前停留所下車
- 東北自動車道 館林ICから北西へ約5km
- 駐車場あり：50台